# اشتایرمارک ۶۴۸۲
سیارک ۶۴۸۲ (به انگلیسی: 6482 Steiermark، نامگذاری:1989AF7) شش هزار و چهارصد و هشتاد و دومین سیارک کشف شده‌ است که در ۱۰ ژانویه ۱۹۸۹ کشف شد.
قدر مطلق سیارک برابر ۱۳٫۶۰ است.